# Bogusław Śliwerski
Bogusław Marian Śliwerski (ur. 4 sierpnia 1954 w Łodzi) – pedagog polski, profesor Uniwersytetu Łódzkiego oraz Akademii Pedagogiki Specjalnej im. Marii Grzegorzewskiej w Warszawie, przewodniczący Komitetu Nauk Pedagogicznych Polskiej Akademii Nauk (2012-2019).

## Wykształcenie i kariera
Ukończył pedagogikę na Uniwersytecie Łódzkim w 1977 roku i podjął pracę na tej uczelni. W 1985 otrzymał stopień doktora, w 1993 na Wydziale Pedagogicznym Uniwersytetu Warszawskiego stopień doktora habilitowanego, a w 1999 został mianowany profesorem nauk humanistycznych. Na Uniwersytecie Łódzkim pełnił funkcje kierownika Zakładu Teorii Wychowania oraz kierownika Katedry Teorii Wychowania. Był także rektorem Wyższej Szkoły Pedagogicznej w Łodzi oraz profesorem zwyczajnym na Wydziale Pedagogicznym Chrześcijańskiej Akademii Teologicznej w Warszawie. W 2015 ponownie podjął pracę w Uniwersytecie Łódzkim. Współpracuje też ze słowackimi uniwersytetami w Bratysławie, Trnawie, Rużomberku i Preszowie oraz czeskimi uniwersytetami w Ostrawie, Brnie, Pradze, Zlinie i Czeskich Budziejowicach. 
W latach 2002–2004 był członkiem Państwowej Komisji Akredytacyjnej; od 2011 jest przewodniczącym Komitetu Nauk Pedagogicznych PAN, członkiem Centralnej Komisji do Spraw Stopni i Tytułów, w kadencjach od 2007 do 2020. W 1. kadencji 2013-2016 Przewodniczący Sekcji I Nauk Humanistycznych i Społecznych Centralnej Komisji do Spraw Stopni i Tytułów oraz członek Prezydium CK.
W 2019 został członkiem Rady Doskonałości Naukowej I kadencji i członkiem Zespołu Nauk Społecznych II kadencji RDN (2024-2027).
Był wiceprzewodniczącym Polskiego Towarzystwa Pedagogicznego do 2011 roku oraz członkiem zwyczajnym Łódzkiego Towarzystwa Naukowego, wchodzi w skład rad naukowych kilku czasopism pedagogicznych i jest redaktorem naczelnym czasopisma naukowego „Studia z Teorii Wychowania” wydawanego przez Chrześcijańską Akademię Teologicznej w Warszawie. 
Od 2005 r. jest w Łódzkim Towarzystwie Naukowym członkiem Kapituły Konkursu im. Ireny Lepalczyk na najlepszą rozprawę naukową z pedagogiki społecznej; od 2022 roku jest członkiem Kapituły Nagrody im. Profesora Ryszarda Więckowskiego za wybitną pracę naukową z zakresu pedagogiki wczesnej edukacji, przyznawaną na Wydziale Nauk o Wychowaniu UŁ.
Działał też w harcerstwie, w tym w Radzie Naczelnej ZHP.

## Krytyka plagiatów i „turystyki habilitacyjnej”
Bogusław Śliwerski badał i krytykował problem plagiatów przy przyznawaniu stopni naukowych, podając konkretne przykłady „turystyki habilitacyjnej” Polaków na Słowacji.

## Odznaczenia, nagrody i wyróżnienia
- Złoty Krzyż Zasługi (1999)[12]
- Srebrny Krzyż Zasługi (1994)[12]
- Medal Komisji Edukacji Narodowej (1992)[12]
- Odznaka Honorowa za Zasługi dla Ochrony Praw Dziecka (2018)[13]
- Nagroda Prezesa Rady Ministrów za wybitne osiągnięcia naukowe (2016)[14]
- Doktorat honoris causa Uniwersytetu Marii Curie-Skłodowskiej w Lublinie (2014)[15]
- Doktorat honoris causa Uniwersytetu Kazimierza Wielkiego w Bydgoszczy (2016)[16]
- Doktorat honoris causa Katolickiego Uniwersytetu Lubelskiego Jana Pawła II (2017)[17]
- Doktorat honoris causa Narodowej Akademii Nauk Pedagogicznych Ukrainy (2019)[18]
- Doktorat honoris causa Uniwersytetu Kardynała Stefana Wyszyńskiego w Warszawie (2020)[19]
- Krzyż „Za Zasługi dla ZHP”[20]
- Odznaka „Za Zasługi dla Miasta Łodzi” (1994)[20]
- Medal „Za Zasługi dla Polskiego Stow. Nauczycieli Twórczych" (2014)[21]
- Medal Polskiego Towarzystwa Pedagogicznego (2019)[22]
- Medal Konstantego Dmitrijewicza Uszyńskiego (2017)[23]
- Medal Łódzkiego Towarzystwa Naukowego (2020)[24]
- Medal Unii Lubelskiej (2022)[25]
- Medal honorowy Casimirus Magnus UKW w Bydgoszczy (2024)[26]
- Medal Wołodymyra Monomacha Narodowej Akademii Nauk Pedagogicznych Ukrainy (2024)[27]
- Medal Komitetu Nauk Pedagogicznych PAN Za Zasługi dla Rozwoju Polskiej Pedagogiki (2024)[28]

## Wybrane publikacje
- Spotkania w instruktorskim kręgu (Warszawa 1983), Młodzieżowa Agencja Wydawnicza ISBN 83-203-1897-1
- Jak być zastępowym (Warszawa 1989) ISBN 83-203-2227-8
- Bogusław i Wojciech Śliwerscy, Jak być zastępowym, Oficyna Wydawnicza Impuls, Kraków 1990,  wyd. 2. ISBN 83-7028-055-2
- Tomasz Szkudlarek, Bogusław Śliwerski Wyzwania pedagogiki krytycznej i antypedagogiki, „Impuls”, Kraków 1991 ISBN 83-7028-056-0.
- Edukacja alternatywna. Dylematy teorii i praktyki (Kraków 1992) ISBN 83-85543-08-2.
- Kontestacje pedagogiczne (Kraków 1993) ISBN 83-85543-19-8.
- Edukacja w wolności (Kraków 1993, współautor W. Śliwerska) ISBN 83-85543-11-2.
- Wyspy oporu edukacyjnego (Kraków 1993) ISBN 83-85543-22-8.
- Pedagogika alternatywna – dylematy teorii (Łódź-Kraków, 1995) ISBN 83-85543-77-5.
- Klinika szkolnej demokracji (Kraków 1996) ISBN 83-85543-87-2.
- Edukacja autorska (Kraków 1996) ISBN 83-86994-21-5.
- Jak zmieniać szkołę? (Kraków 1998) ISBN 83-86994-37-1.
- Współczesne teorie i nurty wychowania (Kraków 1998) ISBN 83-7308-219-0.
- Pedagogika alternatywna – dylematy teorii i praktyki (Kraków 1998) ISBN 83-85543-78-3.
- Jak zmieniać szkołę? (Kraków 1998) ISBN 83-86994-37-1.
- Jak skutecznie nauczać i wychowywać we współczesnej szkole? (Kraków 1999) ISBN 978-83-88030-07-9.
- Pedagogiczne drogowskazy (Kraków 2000, współredaktor B. Juraś-Krawczyk) ISBN 83-88030-73-6.
- Edukacja alternatywna. Nowe teorie, modele badań i reformy (Kraków 2000, współredaktor J. Piekarski) ISBN 83-88030-61-2.
- Nowe konteksty (dla) edukacji alternatywnej XXI wieku (Kraków 2001, red.) ISBN 83-7308-103-8.
- Edukacja pod prąd (Kraków 2001) ISBN 83-7308-035-X.
- Program wychowawczy szkoły (Warszawa 2001) ISBN 83-02-08099-3.
- Rada szkoły. Rada oświatowa. Przewodnik dla samorządowych władz oświatowych, dyrektorów szkół, nauczycieli, rodziców i uczniów (Kraków 2002), ISBN 83-7308-145-3.
- Pedagogika i edukacja wobec nowych wspólnot i różnic w jednoczącej się Europie (Kraków 2002, współredakcja) ISBN 83-7308-151-8.
- Pedagogika. Podręcznik akademicki (t. 1-2, Warszawa 2003, współredaktor Z. Kwieciński) ISBN 83-01-14055-0 ISBN 83-01-14118-2.
- Idee pedagogiki filozoficznej (Łódź 2003, współredaktor S. Sztobryn) ISBN 83-7171-682-6.
- Pedagogika (Gdańsk 2006)
  - tom 1 Podstawy nauk o wychowaniu ISBN 83-7489-021-5.
  - tom 2 Pedagogika wobec edukacji, polityki oświatowej i badań naukowych ISBN 83-7489-022-3.
  - tom 3 Subdyscypliny wiedzy pedagogicznej ISBN 83-7489-023-1.
- Pedagogika dziecka. Studium pajdocentryzmu (Gdańsk 2007) ISBN 978-83-7489-045-8.
- Pedagogika alternatywna. Postulaty, projekty i kontynuacje. Tom I. Teoretyczne konteksty alternatyw edukacyjnych i wychowawczych (Kraków 2007, redakcja) ISBN 978-83-7308-711-8.
- Pedagogika alternatywna. Postulaty, projekty i kontynuacje. Tom II. Innowacje edukacyjne i reformy pedagogiczne (Kraków 2007, redakcja) ISBN 978-83-7308-712-5.
- Ped@gog w blogosferze (Kraków 2008) ISBN 978-83-7587-076-3 – zebrane zapiski z bloga
- Przyrzeczenie harcerskie. Historia. Metodyka. Manipulacje (Kraków 2009) ISBN 978-83-7308-965-5 – praca wydana na okoliczność Stulecia Ruchu Harcerskiego (1910–2010)
- Diagnoza uspołecznienia publicznego szkolnictwa III RP w gorsecie centralizmu (Kraków 2013) ISBN 978-83-7850-392-7.
- Turystyka habilitacyjna Polaków na Słowację w latach 2005–2016. Studium krytyczne (Łodź 2018) ISBN 978-83-8088-940-8.
- Pedagogia harcerskiego wychowania, (Kraków, 2018) ISBN 978-83-8095-489-2.
- Istota, sens i uwarunkowania (wy)kształcenia (Kraków, 2019, współredaktor Maliszewski K., Stępkowski D.) ISBN 978-83-8095-715-2.
- „Przyrzeczenie wierności sprawie socjalizmu...” – czyli jak ZHP stało się organizacją wychowania socjalistycznego w świetle doktryny pedagogicznej po 1944 roku (Kraków, 2019) ISBN 978-83-8095-489-2.
- Kwieciński Z., Śliwerski B. (red.) (2019). Pedagogika. Warszawa: Wydawnictwo Naukowe PWN SA. ISBN 978-83-01-20715-1
- Śliwerski B., (2019b). Filozofia kordialna ukraińskiej pedagogiki serca Wasyla Suchomlińskiego/Кордіалъна філософія українсъкої педагогіки серця Василя Сухомлинсъкого, Kijów: TOB « Видавицтво » Энания України ».ISBN 978-966-316-456-4
- Murzyn A., Śliwerski B. (2020).  Irlandia. Zielona Wyspa międzykulturowej oraz egalitarnej edukacji i opieki, Kraków: Oficyna Wydawnicza „Impuls”. ISBN 978 – 83 – 7850 – 173-2; ISBN 978 – 83 – 8095- 886-9
- Śliwerski B. (2020). Pedagogika holistyczna. Studium z perspektywy metanauk społecznych, Warszawa: Wydawnictwo Akademii Pedagogiki Specjalnej.  ISBN 978-83-66010-68-0
- Śliwerski B. (2020). (Kontr-)rewolucja oświatowa. Studium z polityki prawicowych reform edukacyjnych, Łódź: Wydawnictwo UŁ. ISBN 978-83-8142-978-8
- Śliwerski B., Paluch M. (2021). Uwolnić szkołę od systemu klasowo-lekcyjnego, Kraków: Oficyna Wydawnicza „Impuls”.ISBN 978-83-8095-969-9
- Śliwerski B. (2021). Wprowadzenie do teorii krytykoznawstwa. Krytyka naukowa (nie tylko) w pedagogice, Kraków: Oficyna Wydawnicza "Impuls".ISBN 978-83-66990-58-6
- Śliwerski B. (2022a). Kultura rywalizacji i współpracy w szkole, Warszawa: Wolters Kluwer.ISBN 978-83-8286-274-4
- Śliwerski B. (2022b). Metody aktywizujące w kształceniu i doskonaleniu pedagogów, Kraków: Oficyna Wydawnicza "Impuls”.ISBN 978-83-8294-207-1
- Śliwerski B. (2023). Czeska edukacja i myśl społeczna. Studia i szkice pedagogiczne, Łódź: Wydawnictwo Uniwersytetu Łódzkiego.ISBN: 978-83-8331-134-0; e-ISBN 978-83-8331-135-7
- Babicki Z., Kostkiewicz J., Kucharczyk G., Śliwerski B. (2023). Jadwiga z Działyńskich Zamoyska (1831-1923). Działaczka społeczno-religijna, Kraków: Oficyna Wydawnicza Impuls”.ISBN 978-83-8294-273-6)
- Jolanta Szempruch, Agnieszka Cybal-Michalska, Mirosław J. Szymański, Bogusław Śliwerski (2024). Wyzwania i dylematy uspołecznienia edukacji, Kraków: Oficyna Wydawnicza „Impuls“.. ISBN - 978-83-7850-173-2
- Śliwerski B. (2024). Rewolucje szkolne, Kraków: Oficyna Wydawnicza „Impuls”.[ISBN 978-83-7587-905-6; ISBN 978-83-8294-284-2
- Lewandowska-Tarasiuk E., Śliwerski B., Kwiatkowski S.M., Mydłowska B., Lichański J.Z., Subdysiak A., Paczoska E., Pospiszyl I., Chrobak J., Bzowska K., Pospiszyl K., Pankowska K., Mier-Jędrzejowicz M., (2024). Romantyzm w dyskursach pedagogiki kultury, Warszawa: Difin. ISBN: 978-83-8270-324-5